# William Golding
William Gerald Golding (St. Columb Minor (Newquay, Cornwall), 19 september 1911 — Perranarworthal (Cornwall), 19 juni 1993) was een Engels schrijver en dichter. Hij won de Nobelprijs voor Literatuur in 1983.
Golding studeerde aan de universiteit van Oxford. Tijdens de Tweede Wereldoorlog diende hij in de Britse Koninklijke Marine op een torpedobootjager die meedeed aan de jacht op het Duitse oorlogsschip Bismarck. Hij deed mee aan de invasie van Normandië op D-Day. Na de oorlog keerde hij terug naar Engeland en werkte als leraar en schrijver.
In 1988 werd hij door koningin Elizabeth II geëerd met de titel sir.
Hij ligt begraven op de begraafplaats in Bowerchalke, Wiltshire, Engeland.
Zijn bekendste werk is Lord of the Flies uit 1954. Het werd een onmiddellijk wereldwijd succes. Het boek weerspiegelde dan ook de ontgoocheling in de menselijke natuur in de naoorlogse periode. Golding verklaarde zelf dat de roman voortgekomen was uit zijn ervaringen in de Tweede Wereldoorlog.
Van het boek zijn ook twee filmversies gemaakt: een in 1963 door Peter Brook, de andere in 1990 door Harry Hook.

## Belangrijkste werken
- Poems (1934)
- Lord of the Flies (1954)
- The Inheritors (1955)
- Pincher Martin (1956)
- Free Fall (1959)
- The Spire (1964)
- The Hot Gates (1965)
- The Scorpion God (1971)
- Darkness Visible (1979)
- A Moving Target (1982)
- To The Ends of the Earth trilogie - Rites of Passage (1980), Close Quarters (1987), and Fire Down Below (1989)

## Boekverfilmingen
- Lord of the Flies (1963)
- Lord of the Flies (1990)

- Bibsys: 90079780
- Biblioteca Nacional de Chile: 000036035
- Biblioteca Nacional de España: XX1158391
- Bibliothèque nationale de France: cb119053137 (data)
- Catàleg d'autoritats de noms i títols de Catalunya: 981058513500606706
- CiNii: DA00332350
- Gemeinsame Normdatei: 118696165
- International Standard Name Identifier: 0000 0001 2143 0171
- Library of Congress Control Number: n79075193
- Nationale Bibliotheek van Letland: 000017351
- MusicBrainz: f1f6d593-dae1-4caf-9918-911aefccaa4c
- Bibliotheek van het Japanse parlement: 00441165
- Nationale Bibliotheek van Tsjechië: jn19990002751
- Nationale bibliotheek van Australië: 35280671
- Nationale Bibliotheek van Israël: 987007306176305171
- Nationale Bibliotheek van Polen: a0000001746135
- Nationale en Universitaire bibliotheek Zagreb: 000014288
- Nederlandse Thesaurus van Auteursnamen: 068478917
- Istituto Centrale per il Catalogo Unico: CFIV035830
- LIBRIS: 240526
- SNAC: w60z7p80
- Système universitaire de documentation: 02689601X
- Trove: 895545
- Virtual International Authority File: 89500102
- WorldCat: E39PBJfRC9dgtYyMymv73mHwG3

1901: Prudhomme ·
1902: Mommsen ·
1903: Bjørnson ·
1904: Mistral, Echegaray ·
1905: Sienkiewicz ·
1906: Carducci ·
1907: Kipling ·
1908: Eucken ·
1909: Lagerlöf ·
1910: Heyse ·
1911: Maeterlinck ·
1912: Hauptmann ·
1913: Tagore ·
1915: Rolland ·
1916: Heidenstam ·
1917: Gjellerup, Pontoppidan ·
1919: Spitteler ·
1920: Hamsun ·
1921: France ·
1922: Benavente ·
1923: Yeats ·
1924: Reymont ·
1925: Shaw ·
1926: Deledda ·
1927: Bergson ·
1928: Undset ·
1929: Mann ·
1930: Lewis ·
1931: Karlfeldt ·
1932: Galsworthy ·
1933: Boenin ·
1934: Pirandello ·
1936: O'Neill ·
1937: Gard ·
1938: Buck ·
1939: Sillanpää ·
1944: Jensen ·
1945: Mistral ·
1946: Hesse ·
1947: Gide ·
1948: Eliot ·
1949: Faulkner ·
1950: Russell ·
1951: Lagerkvist ·
1952: Mauriac ·
1953: Churchill ·
1954: Hemingway ·
1955: Laxness ·
1956: Jiménez ·
1957: Camus ·
1958: Pasternak ·
1959: Quasimodo ·
1960: Perse ·
1961: Andrić ·
1962: Steinbeck ·
1963: Seferis ·
1964: Sartre (geweigerd) ·
1965: Sjolochov ·
1966: Agnon, Sachs ·
1967: Asturias ·
1968: Kawabata ·
1969: Beckett ·
1970: Solzjenitsyn ·
1971: Neruda ·
1972: Böll ·
1973: White ·
1974: Johnson, Martinson ·
1975: Montale ·
1976: Bellow ·
1977: Aleixandre ·
1978: Singer ·
1979: Elýtis ·
1980: Miłosz ·
1981: Canetti ·
1982: García Márquez ·
1983: Golding ·
1984: Seifert ·
1985: Simon ·
1986: Soyinka ·
1987: Brodsky ·
1988: Mahfoez ·
1989: Cela ·
1990: Paz ·
1991: Gordimer ·
1992: Walcott ·
1993: Morrison ·
1994: Oë ·
1995: Heaney ·
1996: Szymborska ·
1997: Fo ·
1998: Saramago ·
1999: Grass ·
2000: Gao ·
2001: Naipaul ·
2002: Kertész ·
2003: Coetzee ·
2004: Jelinek ·
2005: Pinter ·
2006: Pamuk ·
2007: Lessing ·
2008: Le Clézio ·
2009: Müller ·
2010: Vargas Llosa ·
2011: Tranströmer ·
2012: Mo ·
2013: Munro ·
2014: Modiano ·
2015: Aleksijevitsj ·
2016: Dylan ·
2017: Ishiguro ·
2018: Tokarczuk ·
2019: Handke ·
2020: Glück ·
2021: Gurnah ·
2022: Ernaux ·
2023: Fosse ·
2024: Kang ·